# Anime News Network
Anime News Network (англ. «Сеть новостей аниме», сокращённо ANN) — англоязычный веб-сайт, посвящённый аниме-индустрии. На нём публикуются новости аниме, манги, популярной японской музыки и заметки, связанные с культурой отаку в Северной Америке и Японии, а также — изредка — в остальных частях света. На сайте размещаются обзорные статьи, действует веб-форум и энциклопедия, содержащая большое количество информации об аниме и манге от японских и английских производителей, о непонятных терминах, саундтреках, доступны краткое описание сюжета и пользовательский рейтинг.
Anime News Network, основанный в июле 1998 года, является одним из наиболее информативных сайтов об аниме и манге и претендует на звание ведущего англоязычного интернет-источника новостей и информации на эту тему. Кроме того, сайт участвует в издании журнала Protoculture Addicts.

## История
Сайт был основан Джастином Севакисом (англ. Justin Sevakis) в июле 1998 года. В мае 2000 года к команде присоединился текущий главный редактор Кристофер МакДональд (англ. Christopher Macdonald), заменивший бывшего редактора Айзека Александер (англ. Isaac Alexander). 7 сентября 2004 года американский телеканал Sci Fi Channel назвал Anime News Network сайтом недели. По состоянию на февраль 2008 года ANN занимал вторую строчку в рейтинге 25-ти лучших сайтов по версии Active Anime.
1 ноября 2022 года Kadokawa объявила о приобретении большей части Anime News Network. Доля меньшинства остаётся у Кристофера Макдональда и Bandai Namco Filmworks.